# 9-Zentimeter-Band
Als 9-Zentimeter-Band bezeichnet man den Frequenzbereich von 3,400 GHz bis 3,475 GHz. Er liegt im Mikrowellenspektrum. Der Name leitet sich von der Wellenlänge dieses Frequenzbereiches ab.
Für den Amateurfunk ist das 9-Zentimeter-Band nicht in allen CEPT-Ländern verwendbar. So ist es in Spanien nicht erlaubt, da dort kommerzielle Dienste wie  WiMax und Mobilfunknetze im Standard 5G dieses Frequenzband exklusiv nutzen.

## 9-Zentimeter-Amateurband

### Bandplan
Der Amateurfunk-Bandplan sieht wie folgt aus:
| Frequenzbereich       | Nutzung                                    |
| --------------------- | ------------------------------------------ |
| 3400,000–3402,000 MHz | Schmalband, Aktivitätszentrum 3400,100 MHz |
| 3402,000–3420,000 MHz | alle Betriebsarten                         |
| 3420,000–3430,000 MHz | digitale Kommunikation                     |
| 3430,000–3450,000 MHz | alle Betriebsarten                         |
| 3450,000–3455,000 MHz | digitale Kommunikation                     |
| 3455,000–3475,000 MHz | alle Betriebsarten                         |